# Juana de Montferrato
Juana Paleólogo de Montferrato o Giovanna Paleologa de Saluzzo (Casale Monferrato, Alessandria, Piamonte, Italia, 1466-Saluzzo, Cuneo, Piamonte, Italia, 1490). Noble italiana miembro de las familias gobernantes en dos Estados soberanos del medievo, primogénita del Marquesado de Montferrato y consorte del Marquesado de Saluzzo.

## Biografía
Era la mayor de las hijas del marqués Guillermo VIII de Montferrato, fruto de su primer matrimonio con la infanta navarra María de Foix.
Al no tener un sucesor Guillermo VIII, temiendo que no fuera a tener ningún descendiente varón (su único hijo fue ilegítimo), concertó un matrimonio de Estado de su primogénita para dejar resuelto el posible problema sucesorio.
Se casó a los 13 años (1479), en Saluzzo, con su primo Ludovico II (1429-1504), marqués del Vasto y Saluzzo y conde de Carmagnola, tuvieron dos hijos pero sin llegar a dejar un heredero. y 

Estados de la península Itálica a finales del siglo XV. Saluzzo, Saboya y Montferrato en el noroeste.

Con la muerte de Guillermo VIII (en 1483, durante la guerra de Ferrara) se desarrolla en la década de 1480 la guerra entre Montferrato y Saluzzo por los derechos sucesorios del Marquesado de Montferrato, disputados entre Ludovico II de Saluzzo y Bonifacio III de Montferrato, hermano de Guillermo VIII y tío de Giovanna.
Encontrando Bonifacio el apoyo de la Casa de Saboya al firmar un tratado de no beligerancia con Carlos I, por el cual le entragaba en matrimonio a su sobrina Bianca, hermana de Giovanna; además, le prometió la sucesión del Marquesado de Montforte en caso de que él mismo no llegase a tener un heredero varón. Esta alianza resultaría determinante, Giovanna y Saluzzo no obtendrán la corona de Montferato, que quedará en poder de Bonifacio.
Tras fallecer Juana de Montferrato a los 24 años de edad, Ludovico II contraerá segundas nupcias en 1496 con Margarita de Foix (regente del Margraviato de 1504 a 1526), quien sí le dará un sucesor al Estado (Miguel Antonio de Saluzzo).
Se conserva un retrato de Juana de Montferrato en un fresco de la Capilla de Santa Margarita en Serralunga di Crea, obra del Maestro di Crea entre 1474 y 1479.

## Descendencia
De su único matrimonio, con Ludovico II, tuvo la siguiente descendencia:
- Margarita, quien contrajo matrimonio dos veces:
  - En 1496 con Claudio Giacomo di Miolans, conde de Montmayeur y señor de Armance.
  - En 1515 con Pedro López de Ayala, conde de Salvatierra.
- Un niño (m.  Revello, Saluzzo, 1490).